# くろさき (長野県)
株式会社くろさきは、長野県長野市に本社を置いていた企業。
スーパーマーケットスーパーくろさきなどを展開していたが、2000年（平成12年）に小売業から撤退。その後は自社不動産管理などを行なっていたが、2018年（平成30年）に解散した。

## 概要
1926年（大正15年）創業の魚屋が前身。1961年（昭和36年）にスーパー形式に転換し、長野市内に店舗を開業したのが始まり。地域密着を重視し、長野市・須坂市・牟礼村（現 飯綱町）に店舗を展開。スーパーマーケット7店舗、ギフトショップ1店舗、外食店1店舗の計9店舗を有した。
しかしながら流通業生き残りをかけた戦争時代となり、ジャスコや西友、ダイエー、イトーヨーカ堂など大手資本が県下に進出し地元資本との合併や提携を繰り返す。このような状況の中でもかたくなに独立経営堅持をしてきたが、徐々に客足を奪われ経営継続を断念。2000年（平成12年）12月に全店閉店し、若槻店・母袋店をマツヤ（株式会社マツヤ）に譲渡した。

## 沿革
- 1926年（大正15年） - 海産物小売、魚肥卸売業創立
- 1951年（昭和26年） - 有限会社くろさき設立（法人化）。くろさき魚店として営業
- 1961年（昭和36年）
  - セルフービス方式スタート。フードショップくろさきとして営業
  - 公開経営指導協会へ入会
- 1964年（昭和39年）
  - 株式会社くろさき設立。資本金2,800万円
  - スーパーくろさき吉田店開店
- 1968年（昭和43年） - スーパーくろさき宇木店開店
- 1970年（昭和45年）
  - スーパーくろさき若槻店開店
  - ユニオンへ加盟
- 1973年（昭和48年） - スーパーくろさき柳原店開店
- 1978年（昭和53年）
  - ギフトショップくろさき開店
  - CGCに加盟
  - 「スーパーくろさき」創業者・黒崎康夫、長野県スーパーマーケット協会会長信任
- 1979年（昭和54年） - スーパーくろさき母袋店開店
- 1983年（昭和58年）
  - スーパーくろさき大豆島店開店
  - 資本金5,000万円に増資
- 1985年（昭和60年） - スーパーくろさき須坂八幡店開店
- 1987年（昭和62年） - スーパーくろさき若槻店移転増床
- 1993年（平成5年） - ステーキ宮東和田店開店
- 1994年（平成6年）
  - メイトショップくろさき牟礼店開店
  - スーパーくろさき須坂店移転新築
- 2000年（平成12年） - 小売・飲食全店舗閉店
- 2017年（平成29年）8月29日 - 本社を長野市吉田三丁目24番16号から同市稲田一丁目8番8号に移転
- 2018年（平成30年）11月19日 - 清算結了